# Maurice Molho
Maurice Molho (* 17. Juli 1922 in Konstantinopel; † 17. Juni 1995 in Paris) war ein französischer Romanist, Hispanist  und Katalanist.

## Leben und Werk
Molho besuchte von 1932 bis 1940 das Lycée Carnot in Paris. Er studierte in Paris bei Pierre Fouché und Gustave Guillaume sowie in Madrid. Er promovierte 1954 an der Universität Madrid bei Rafael Lapesa mit der Arbeit Edición y estudio del Fuero de Jaca und lehrte ab 1960 an der Universität Bordeaux, ab 1969 an der Universität Limoges. 1971 habilitierte er sich an der Sorbonne mit der Arbeit Sistemática del verbo español.  Aspectos, modos, tiempos (2 Bde., Madrid 1975) und wurde dort 1972 Professor für Spanisch. Von 1977 bis 1980 war er auch der erste Direktor des Zentrums für katalanische Studien.

## Weitere Werke
- Sémantique et poétique. A propos des Solitudes de Góngora, Bordeaux 1949, 1969 (spanisch: Semántica y poética, Barcelona 1978, 1988; italienisch Bologna 1991)
- (Hrsg.) El fuero de Jaca, Zaragoza  1964
- (Hrsg.) Romans picaresques espagnols, Paris 1968, 1994 (Bibliothèque de la Pléiade)
- Linguistiques et langage, Bordeaux 1969
- (Hrsg. und Übersetzer) Cervantès, Le mariage trompeur et le Colloque des chiens, Paris 1970, 1992
- Introducción al pensamiento picaresco, Madrid 1972
- Cervantes. Raíces folklóricas, Madrid 1976, 1986
- Mitologías. Don Juan. Segismundo, Madrid 1993 (französisch: Mythologiques. "Don Juan", "La vie est un songe", Paris 1995)
- (Hrsg. und Übersetzer) Cervantès, Les Travaux de Persille et Sigismonde, Paris 1994
- De Cervantes, Paris 2005